# Groc Hansa

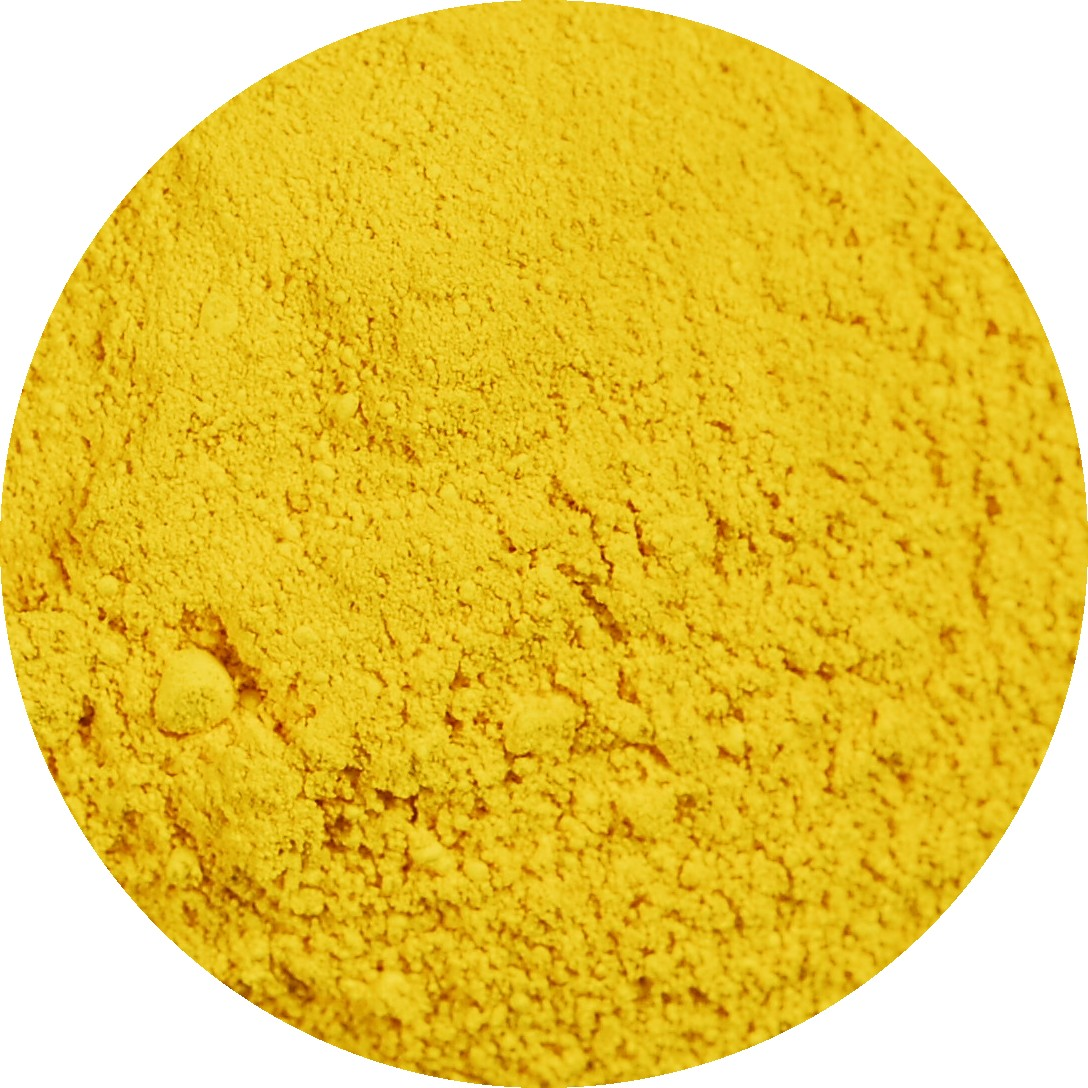
Groc Hansa clar o groc monoazo.

Groc Hansa és la denominació comuna de diversos pigments obtinguts del quitrà que s'elaboren a partir de l'acetoacetanilida; són, per tant, pigments sintètics
orgànics. Ofereixen una gamma de colors que va deel groc llimona al groc tarongenc, i s'usen principalment en pintura artística. El Groc Hansa clar o brillant, també es diu groc monoazo o arilat.

## Denominació en l'Índex internacional de la color
Pigment Yellow 1, 3, 5 i 10 (PY 1, PY 3, PY 5, PY 10)

## Història
Els grocs Hansa van fer la seva aparició a Alemanya a partir de 1911, com una marca registrada de Hoechst AG. Van ser els primers pigments orgànics grocs permanents, i van estar disponibles per a ús artístic a partir del 1915. Un dels primers a elaborar-se va ser el groc Hansa G, que ja tenia una excel·lent permanència, avantatjant a altres pigments usats fins llavors.

## Usos
Van ser usats principalment com a substituts assequibles dels grocs de cadmi en la fabricació de 	
pintures, plàstics, goma i paper encapat.

### Pintura artística
Els pigments groc Hansa donen colors estables i resistents a la llum. Des de 1960 se'ls utilitza amb excel·lents resultats en totes les tècniques de pintura.
Aquests pigments forneuxen una gamma de diferents grocs i, de fet, com a color pictòrica ofereixen diferents matisos. Els colors usuals són groc Hansa clar (o llimona), groc Hansa mitjà i groc Hansa fosc.
|            | Amarillo Hansa claro o amarillo monoazo | Amarillo Hansa medio | Amarillo Hansa oscuro |
| HTML       | #FFDD00                                 | #FFCD00              | #FFB000               |
| RGB        | (255, 221, 0)                           | (255, 205, 0)        | (255, 176, 0)         |
| HSV        | (52°, 100 %, 100 %)                     | (48°, 100 %, 100 %)  | (41°, 100 %, 99 %)    |
| Referencia | Gamblin                                 | ,                    | Sennelier             |